# گوستاف کیلمان
گوستاف کیلمان (انگلیسی: Gustaf Kilman; ۹ ژوئیهٔ ۱۸۸۲ – ۲۱ فوریهٔ ۱۹۴۶) سوارکار اهل سوئد بود.